# Gilles Bon-Maury
Gilles Bon-Maury, né le 16 avril 1978 à Blois, est un haut fonctionnaire, militant associatif et politique français.
Il est président d'HES (Homosexualités et Socialisme) de juin 2007 à septembre 2012, et conseiller au cabinet de la ministre Najat Vallaud-Belkacem de 2012 à 2014.
Il dirige depuis juin 2023 la Commission pour la restitution des biens et l'indemnisation des victimes de spoliations antisémites (CIVS).

## Biographie

### Études et débuts
Gilles Bon-Maury est admis à Sciences Po Lille en 1997. Il y suit le master d'affaires publiques, dont il sort diplômé en 2000. En première année à Sciences Po Lille, il adhère au Parti socialiste. Une fois son master obtenu, il intègre le CELSA, dont il est diplômé en 2001 d'un master de Communication et politiques de développement territorial. Il est désigné membre de la commission nationale des conflits du PS lors du congrès de Reims, en novembre 2008.

### Président d'HES
Gilles Bon-Maury a rejoint le bureau national d'HES (Homosexualités et Socialisme) en 2003, en tant que vice-président chargé des relations européennes. En 2005, il a participé à ce titre à la fondation du réseau Rainbow Rose, qui réunit les groupes socialistes LGBT d'Europe.
Gilles Bon-Maury a été élu président d'HES en juin 2007. Il milite en particulier pour l'ouverture du mariage aux couples de même sexe et pour la reconnaissance de l'homoparentalité,,,. En 2008, HES se consacre à la présentation d'une contribution thématique au congrès de Reims du PS. HES participe par ailleurs aux campagnes des candidats socialistes pour les élections municipales et cantonales en 2008, européennes en 2009 et régionales en 2010.
En 2008, il publie un essai intitulé Lesbiennes, Gays, Bis, Trans. Aimable clientèle, dans lequel il analyse les ressorts et interroge l'existence d'un "vote LGBT". Il pointe également "le marketing électoral de Nicolas Sarkozy" sur ces sujets et dont les promesses sont "restées lettre morte",.

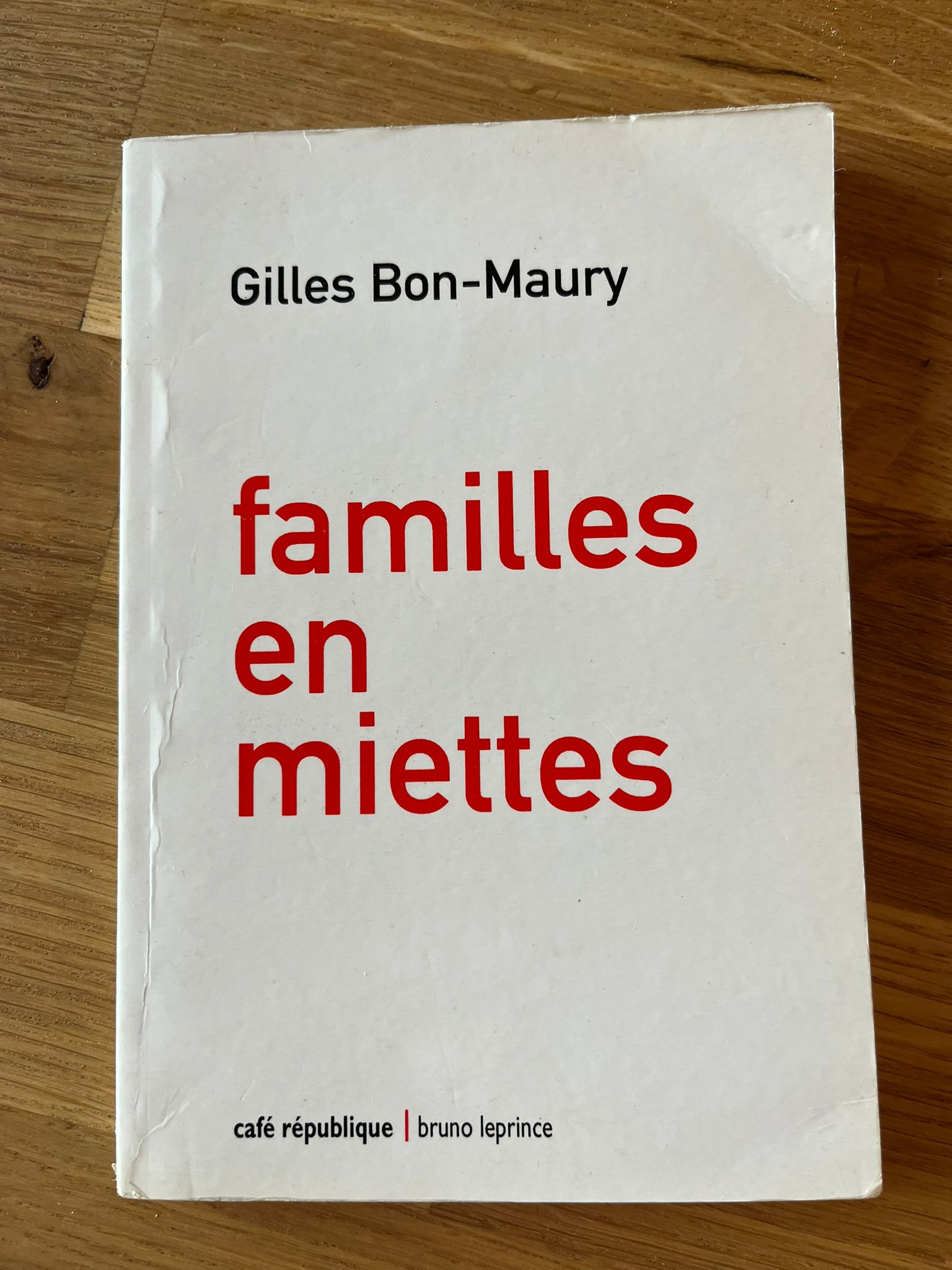
Essai de Gilles Bon-Maury consacré à la gestation pour autrui

En avril 2009, HES dépose une contribution aux états généraux de la bioéthique, et prend position en faveur de la dépénalisation et de l'encadrement de la gestation pour autrui. En décembre 2010, Gilles Bon-Maury signe avec soixante personnalités, dont Élisabeth Badinter, Antoinette Fouque, Caroline Fourest, Geneviève Fraisse, une tribune en faveur de l'encadrement de la gestation pour autrui. En réponse au livre de Sylviane Agacinski, Gilles Bon-Maury publie en 2010 un essai intitulé Familles en miettes, défendant sa vision d'une gestation pour autrui éthique et encadrée,.
Gilles Bon-Maury est responsable du groupe « Nouvelles familles » constitué au sein du Laboratoire des idées du PS en 2009. Le groupe a publié ses conclusions en décembre 2010. Elles proposent de réformer le droit de la famille pour le fonder, non plus sur la référence biologique, mais sur une éthique de la responsabilité.
En avril 2011, Gilles Bon-Maury défend, sur son blog et dans la presse, l'affiche de l'Inter-LGBT pour la Marche des fiertés 2011 représentant un coq avec un boa. Cette affiche a été mise en cause par plusieurs associations (Le Refuge, Lesbiennes of Colour (LOC)...) qui demandaient le retrait d'une affiche véhiculant selon elles des stéréotypes « racistes et pétainistes » ou « réducteurs et contre-productifs ».

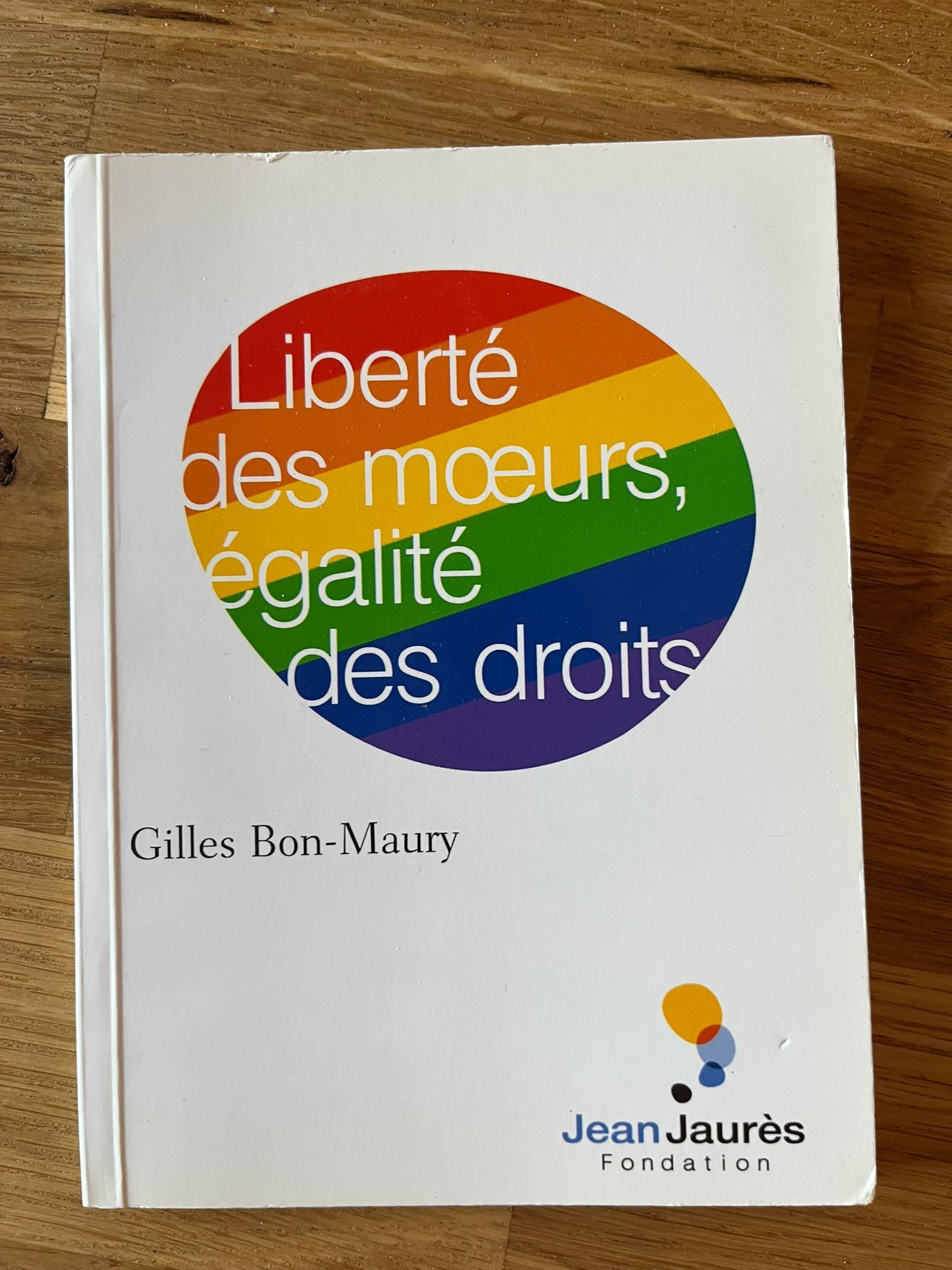
Essai de Gilles Bon-Maury (2011)

À l'occasion des primaires citoyennes organisées par le PS en 2011, HES a invité chacun des six candidats à prendre position en répondant à 17 questions (lutte contre les discriminations, droits des couples et des familles LGBT, droits des personnes trans, lutte contre le VIH/sida, etc.).
En 2011, Gilles Bon-Maury publie un essai à la Fondation Jean Jaurès intitulé Liberté des moeurs, égalité des droits, dans lequel il plaide pour que la France "rattrape son retard" concernant les droits des personnes LGBT à travers "un retour aux fondamentaux républicains, aux principes de liberté et d’égalité indispensables à la cohésion de notre pays". Il y retrace le "combat dans lequel la gauche s’est engagée depuis trente ans" pour ces droits et présente les grands chantiers que les socialistes devraient selon lui affronter en cas de victoire à l'élection présidentielle de 2012.
Gilles-Bon Maury n'est pas candidat pour un nouveau mandat à la présidence d'HES lors de l'assemblée générale annuelle du 8 septembre 2012. Son successeur Denis Quinqueton, précédemment membre du bureau national chargé du projet, a été élu président de l'association.

### Équipe de campagne de François Hollande
En décembre 2011, Gilles Bon-Maury rejoint l'équipe de campagne de François Hollande, candidat socialiste à l'élection présidentielle, pour y suivre les questions LGBT.
Il fait valoir l'engagement du candidat socialiste en faveur de l'ouverture du mariage et de la reconnaissance de l'homoparentalité (partage de l'autorité parentale, ouverture de l'adoption et de la procréation assistée). Réagissant à la Une erronée du quotidien Libération affichant Mariage gay : Sarkozy tenté par le oui, le 13 janvier 2012, il a dénoncé le projet inégalitaire d'union civile, « sous-mariage » déjà proposé par Nicolas Sarkozy en 2007, susceptible de réapparaitre dans le programme du candidat sortant en 2012,,

### Ministère des Droits des femmes
Le 20 août 2012, Gilles Bon-Maury est nommé conseiller chargé de l'accès aux droits et de la lutte contre les violences faites aux femmes auprès de Najat Vallaud-Belkacem, porte-parole du gouvernement, ministre Des droits des femmes dans le gouvernement de Jean-Marc Ayrault.
Le 7 septembre 2012, Najat Vallaud-Belkacem présente aux associations LGBT la mission interministérielle que lui a confiée le Premier ministre, de lutte contre les violences et les discriminations commises à raison de l'orientation sexuelle ou de l'identité de genre. Elle confie ce dossier à Gilles Bon-Maury. Un programme d'action gouvernemental est présenté au conseil des ministres le 31 octobre 2012.
Dans le premier gouvernement de Manuel Valls (31 mars - 25 août 2014), Najat Vallaud-Belkacem est ministre des Droits des femmes, de la Ville, de la Jeunesse et des Sports. Gilles Bon-Maury est alors son conseiller chargé des Droits des femmes.

### France Stratégie
Gilles Bon-Maury a rejoint France Stratégie, le commissariat général à la stratégie et à la prospective, en 2015. Il est notamment coauteur de deux rapports publiés par l'institution en 2016 : Le coût économique des discriminations et Lignes de faille. Une société à réunifier,.
De 2016 à 2023, Gilles Bon-Maury a été le secrétaire permanent de la Plateforme RSE, instance de concertation installée à France Stratégie, consacrée à la responsabilité sociétale des entreprises.

### Commission pour la restitution des biens et l'indemnisation des victimes de spoliations antisémites (CIVS)
Gilles Bon-Maury a été nommé directeur de la CIVS en juin 2023. A l'occasion de la réforme de cette commission, devenue le 1er février 2024 la Commission pour la restitution des biens et l'indemnisation des victimes de spoliations antisémites, un arrêté du Premier ministre l'a reconduit dans ces fonctions.

### Autres activités
Professeur associé à l'UPEC, il enseigne également à Sciences Po Paris.

## Publications
- Gilles Bon-Maury, Lesbiennes, gays, bis, trans. Aimable clientèle, Paris, éd. Bruno Leprince, coll. « Café République », octobre 2008, 79 p. (ISBN 978-2-916333-48-9) ;
- Gilles Bon-Maury, Familles en miettes, Paris, éd. Bruno Leprince, coll. « Café République », janvier 2010, 100 p. (ISBN 978-2-916333-59-5) ;
- Gilles Bon-Maury, Liberté des mœurs, égalité des droits, Paris, Fondation Jean Jaurès, coll. « Les essais », juin 2011, 103 p. (ISBN 978-2-36244-021-2).
- Gilles Bon-Maury, Catherine Bruneau, Clément Dherbécourt, Adama Diallo, Jean Flamand, Christel Gilles et Alain Trannoy, Le coût économique des discriminations, France Stratégie, septembre 2016 (lire en ligne).
- Jean Pisani-Ferry, Fabrice Lenglart, Daniel Agacinski et Gilles Bon-Maury, Lignes de faille. Une société à réunifier, France Stratégie, octobre 2016 (lire en ligne).
- Jean-Pierre Chanteau, Kathia Martin-Chenut et Michel Capron (préf. Gilles Bon-Maury), Entreprise et responsabilité sociale en questions : savoirs et controverses, Paris, éd. Classiques Garnier, coll. « Rencontres », avril 2017, 342 p. (ISBN 978-2-406-06933-1).